# Will Perry
Pour les articles homonymes, voir Perry.
Will Perry, nom de plume de William J. Weatherby né en 1933 dans la banlieue de Manchester, en Angleterre, et mort le 8 août 1992 à Poughkeepsie, dans l'État de New York, est un écrivain et journaliste américain d'origine britannique, auteur de roman policier.

## Biographie
Il devient reporter pour The Guardian dès le début des années 1960. Pour ce journal et d'autres publications britanniques, il est correspondant aux États-Unis pendant de nombreuses années, notamment pour suivre l'évolution du mouvement afro-américain des droits civiques. Ses reportages lui permettent de développer une amitié de longue date avec Bayard Rustin et James Baldwin, consacrant à ce dernier en 1989 une importante biographie, sous le titre James Baldwin: Artist on Fire, A Portrait.
En 1973, il publie Death of an Informer pour lequel il est lauréat du prix Edgar-Allan-Poe 1974 du meilleur livre de poche original.
En 1987, il signe une novélisation du scénario du film britannique Les Chariots de feu (Chariots of Fire) de Hugh Hudson.
Il meurt d'un cancer en août 1992.

## Œuvre

### Romans signés Will Perry
- Death of an Informer (1973)
- Home in the Dark (1976)
- Murder at the U.N. (1976)
- The Kremlin Watcher (1978)

Ces quatre romans sont réédités ou édités en 1977 sous la signature W. J. Weatherby

### Romans signés W. J. Weatherby
- Love in the Shadows (1965)
- Goliath (1981)
- The Moondancers (1983)
- Coronation (1990)

### Autres publications signées William J. Weatherby
- Chariots of Fire (1987), novélisation du scénario de Colin Welland pour le film britannique Les Chariots de feu (Chariots of Fire) de Hugh Hudson
- James Baldwin: Artist on Fire, A Portrait (1989)
- Jackie Gleason: An Intimate Portrait of the Great One (1992)
- Conversations With Marilyn (1992)

## Prix et distinctions

### Prix
- Prix Edgar-Allan-Poe  1974 du meilleur livre de poche original pour Death of an Informer[1]